# Batalla de Lesmont
La Batalla de Lesmont fue una batalla durante la Guerra de la Sexta Coalición. Tuvo lugar en Lesmont en Aube el 2 de febrero de 1814. Una fuerza de la coalición conformada por rusos y bávaros bajo el mando de Eugenio de Wurtemberg y de Karl Philipp von Wrede fueron derrotados por una fuerza francesa dirigida por el general Joseph Lagrange, quien logró destruir el puente del pueblo y prevenir que la coalición cruzara el río  Aube

## Trasfondo
Después de la batalla de La Rothière el 1 de febrero de 1814, Napoleón ordenó la retirada hasta Troyes y dejó algunas tropas de Michel Ney así como de la división de Joseph del cuerpo del mariscal Auguste Marmont en su retaguardia. 

## La batalla
El ejército francés cruzó el puente a Lesmont en la noche del 2 de febrero protegido por tropas bajo el comando de Ney, quienes luego se retiraron, la división de Lagrange permaneció en el pueblo para cubrir la retirada y  tomó posición en la orilla derecha del río detrás del puente. Poco después, fue atacada por la caballería de Eugenio y elementos del cuerpo de von Wrede.
La división de Lagrange logró mantener su posición central frente a varios ataques, especialmente ante la caballería rusa de Eugenio. Al final de la batalla las tropas francesas quemaron el puente y se unieron a la fuerza principal retirada.

## Resultado
La pérdida del puente significó para la coalición la pédida de contacto de la caballería con las tropas francesas, cuando llegaron a Troyes el día siguiente sin incidentes. Allí Napoleón reunió a su ejército y reanudó su ofensiva, derrotando a los rusos en la batalla de Champaubert el 10 de febrero